# Pinal megye
Pinal megye az Amerikai Egyesült Államokban, azon belül Arizona államban található. Megyeszékhelye Florence, legnagyobb városa Casa Grande. Lakosainak száma 425 264 fő (2020. április 1.). Pinal megye Maricopa, Gila, Graham és Pima megyékkel határos.

## Népesség
A megye népességének változása:
| Lakosok száma | 385 751 | 383 690 | 387 020 | 389 350 | 406 584 | 425 264 |
|               | 2010    | 2011    | 2012    | 2013    | 2015    | 2020    |